# Pinedyem II
Pinedyem II, Sumo sacerdote de Amón en Tebas de c. 990 a 969 a. C. durante la época de la Dinastía XXI de Egipto. 
Manetón no lo menciona. 

## Biografía
Era hijo de Menjeperra e Isetemjeb III, heredero del pontificado después de su hermano mayor. Casado con su hermana Isetemjeb IV (o Isiemjeb IV) y luego con su sobrina Nesjons. Tuvo tres hijos: Psusenes II el último faraón de la dinastía XXI, Nesitanebetashru y Psusenes III que le sucedió en el pontificado, aunque las referencias de este sumo sacerdote de Amón son dudosas.
Fue coetáneo de Usermaatra - Amenemopet (Amenemope), Ajeperra - Osorkon (Osocor) y Necherjeperra - Siamón (Siamón)
Se encontró su momia en el escondrijo DB320 de Deir el-Bahari.

## Titulatura
| Titulatura | Jeroglífico | Transliteración (transcripción) - traducción - (referencias) |

| G40 | Z4 | M29 | Aa15 · Y1 |

| G40 | Z4 | M29 | Aa15 · Y1 |